# Reményke
A Reményke újabb keletű névalkotás a remény szóból, talán az orosz Nagyezsda fordításaként.

## Rokon nevek
- Remény:[1] újabb névalkotás a kicsinyítőképzős Reményke helyett.[2]

## Gyakorisága
Az 1990-es években a Reményke és a Remény szórványos név, a 2000-es években nem szerepelnek a 100 leggyakoribb női név között.

## Névnapok
- augusztus 1.[2]